# Heinrich Christoph Kolbe
Heinrich Christoph Kolbe (Düsseldorf, 2 de Abril de 1771 — Düsseldorf, 16 de Janeiro de 1836) foi um pintor neo-clássico ligado à escola retratista francesa. Foi aluno de François Gérard, cujo estilo adoptou em larga medida. 

## Biografia
Nascido em Düsseldorfeducado naquela cidade e realizou a sua formação inicial na escola de belas-artes da velha Kunstakademie Düsseldorf, onde obteve formação em pintura seguindo o classicismo então dominante naquela escola. Partiu então para Paris, onde permaneceu 10 anos a estudar pintura com diversos mestres, com destaque para o retratista neo-clássico François Gérard. Em Paris fez parte do círculo de Friedrich Schlegel e trabalhou na revista "Europa".
Em 1806, casou-se com Marie Therèse Françoise, anteriormente Planchon (1785 e 1786-1870). O casal teve dois filhos, o filho Etienne Marie (1809-1834, também pintor) e a filha Christine Louise (1807-1855).
Em 1811 voltou para Düsseldorf, transformando-se no retratista favorito da elites da Renânia, pintando 60 retratos só em Barmen e Elberfeld. Entre os retratados em Weimar contam-se personalidades como Goethe, o grão-duque Karl August von Sachsen-Weimar-Eisenach e Karoline Jagemann, amante do grão-duque.
Entre 1822 foi professor na Academia de Arte de Düsseldorf, mas deixou aquele lugar em 1832 depois de uma longa disputa com o novo director da instituição Friedrich Wilhelm Schadow.
Faleceu em Düsseldorf em 1836 depois de uma longa doença.

## Obra

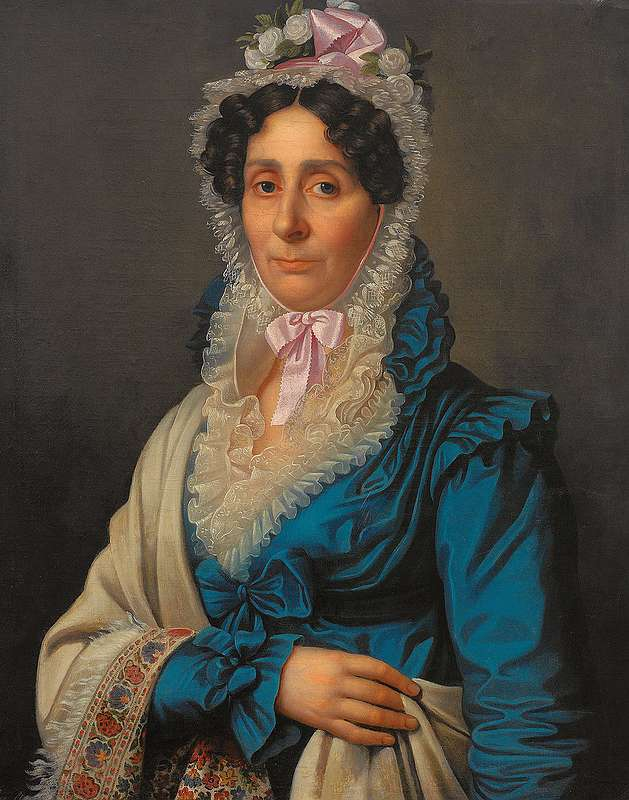
Portrait einer Dame (Retrato de uma dama)
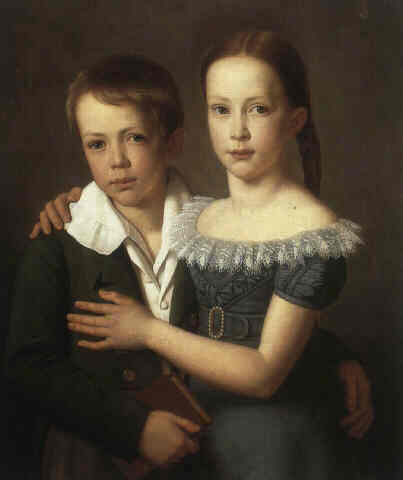
Retrato de Alwine e Robert Uellenberg
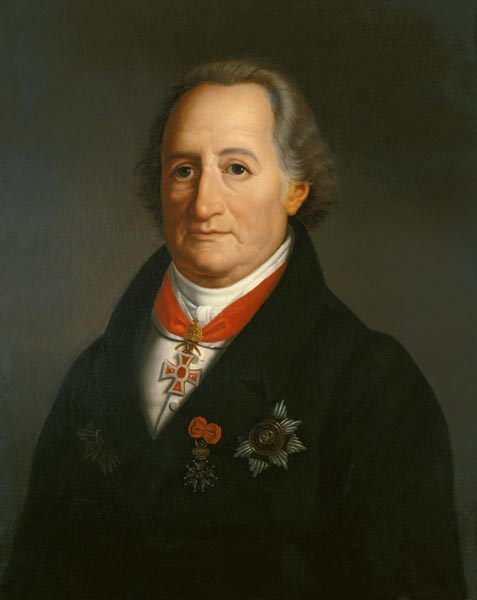
Retrato de Goethe